# Salah El-Sha'rawi
Salah El-Din Mohammed El-Sha'rawi (in arabo صلاح الدين محمد الشعراوي‎?; 7 novembre 1925 – 18 dicembre 2008) è stato un pallanuotista egiziano.

## Biografia
Ha rappresentato l'Egitto ai Giochi olimpici estivi di Helsinki 1952 nel torneo di pallanuoto.
Ai Giochi del Mediterraneo del 1951, ha vinto 1 argento nella pallanuoto.